# Panjerejo (Rejotangan)
Panjerejo is een bestuurslaag in het regentschap Tulungagung van de provincie Oost-Java, Indonesië. Panjerejo telt 6860 inwoners (volkstelling 2010).